# Bison des steppes
Bison priscus
Pour les articles homonymes, voir Bison (homonymie).
Espèce
Le Bison des steppes (Bison priscus) est une espèce fossile de grands bisons à longues cornes ayant vécu en Eurasie au Pléistocène, de 900 000 ans avant le présent à 1100 av. J.-C.

## Historique
Plusieurs « momies » naturelles de cet animal ont été trouvées dans le pergélisol sibérien, dont une datant de 36 000 ans (cf « Blue Babe »), exposée à l'Alaska Institute Museum, et une datant de 28 000 ans, exposée au Smithsonian Institute Museum.

## Description

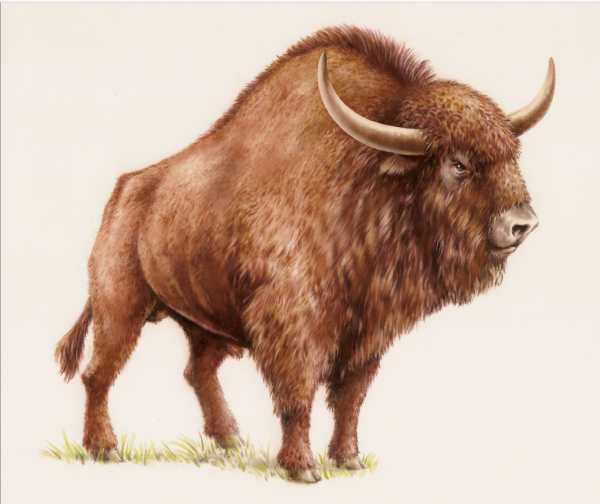
Vue d'artiste du Bison des steppes.

Le bison des steppes était plus haut et plus massif que les bisons actuels. Ses cornes étaient longues et dirigées vers le haut, ses épaules étaient puissantes. On pense que sa robe était plus semblable à celle du Bison d'Europe qu’à celle du Bison d'Amérique.
Les plus gros mâles devaient atteindre environ 2 m au garrot pour plus d'une tonne. Leurs cornes atteignaient parfois plus de 1,50 m d'envergure.

## Chronologie
Descendant de bisons plus primitifs (tel le Bison des bois du Pléistocène), le bison des steppes est apparu il y a environ 900 000 ans. Le vestige fossile le plus récent a été trouvé près de Saint-Pétersbourg, en Russie, et est daté de seulement 1100 av. J.-C..

## Sous-espèces
Il existe plusieurs sous-espèces :
- Bison priscus mediator : originaire de France et d’Europe. Plusieurs de ces fossiles ont été exhumés à Jaurens et dans d’autres sites, également dans des grottes occupées par des hommes (Tautavel…). Serait-ce un synonyme de Bison priscus priscus ?
- Bison priscus priscus : originaire de Russie et d’Europe, ce fut probablement la plus grande de ces sous-espèces.
- Bison priscus gigas (syn. Bison alaskensis - Bison crassicornis) : apparu il y a environ 200 000 ans, lors d’une période de froid intense qui fit baisser le niveau des eaux, il s’installa en Alaska en traversant la Béringie. Les glaces recouvrant le Canada lui ont interdit de s’avancer vers le reste du continent américain jusqu’à une période interglaciaire. Cette sous-espèce donna naissance aux bisons d’Amérique (notamment Bison latifrons).

## Paléoécologie
Le bison des steppes vivait dans des steppes et des prairies riches en graminées où poussaient quelques arbres. Il devait certainement constituer de grands troupeaux lorsque les prairies où il vivait étaient abondantes et devait être chassé par de nombreux prédateurs.
Il croisait le mammouth laineux, le rhinocéros laineux, des chevaux et des cervidés, mais il vivait également aux côtés de prédateurs comme le lion, le loup ou l’homme.

## Bison priscuset l’Homme

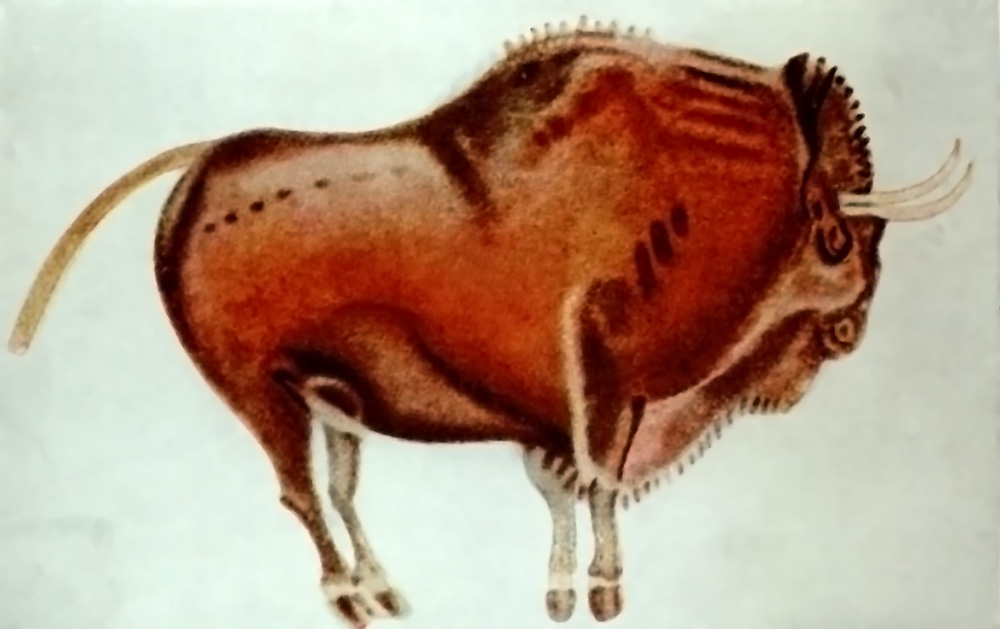
Bison polychrome relevé dans la grotte d'Altamira.

Le bison des steppes représentait une ressource importante dans la vie des hommes préhistoriques : il leur servait à se nourrir, à s’habiller et même parfois à s’abriter.
Au Paléolithique moyen, l'Homme de Néandertal a chassé le bison, notamment en utilisant des avens comme pièges naturels, comme à Coudoulous, dans le Lot.
Au Paléolithique supérieur, les bisons des steppes étaient fréquemment représentés dans les grottes ornées européennes (Altamira, Chauvet, Lascaux…) dans toute leur puissance et leur force. Ils avaient peut-être une signification religieuse ou mythique importante.

## Dénomination
Ce taxon porte en français le nom vernaculaire ou normalisé suivant : Bison des steppes.

## Systématique
Le nom valide complet (avec auteur) de ce taxon est Bos priscus (Bojanus, 1825).
L'espèce a été initialement classée dans le genre Urus sous le protonyme Urus priscus Bojanus, 1825.
Bos priscus a pour synonymes :
- Bison crassicornis (Richardson, 1854)
- Bison geisti Skinner & Kaisen, 1947
- Bison praeoccidentalis Skinner & Kaisen, 1947
- Bison preoccidentalis Skinner & Kaisen, 1947
- Bison priscus (Bojanus, 1825)
- Bison willistoni Martin, 1924
- Superbison crassicornis (Richardson, 1854)
- Urus priscus Bojanus, 1825